# Château de Mandajors
 (juin 2010).
Si vous disposez d'ouvrages ou d'articles de référence ou si vous connaissez des sites web de qualité traitant du thème abordé ici, merci de compléter l'article en donnant les références utiles à sa vérifiabilité et en les liant à la section « Notes et références ».
Le château de Mandajors est un ancien château français, situé sur le territoire de la commune de Saint-Paul-la-Coste dans le département du Gard. La chapelle de Mandajors est le seul reste du château après sa destruction en 1703.

## Histoire
Le château était construit sur un éperon rocheux, le long du chemin royal, au XIIe siècle. Il appartenait au seigneur de Mandajors.
Selon un registre des abbés de Cendras (XVIe – XVIIe siècles), il dépendait du diocèse d'Alais et Saint-Paul-la-Coste était composé de 150 « feux ». Il est précisé que le château de Montagut appartenait au seigneur de Montalet, baron d'Alais d'où dépendaient les lieux suivants : Magueilles, Las Conques, Brugueroles, Le Mas, Le Fourcarès, La Caïla, La Cessenade, Carrevieille, Fontane, Bertrand, Le Vialaret, Le Ponteil, Les Boissières, Le Tioure, Casenove, Roubarbel, La Martinole, Le Martinet, Laubemorte, Sausson, le Mas de Guilhem.
Une juridiction de « 25 feux » dépendait du  château de Mandajors. Les châtaignes et les mûriers étaient les productions les plus considérables, peu de vin, peu de blé et de taillis de châtaigniers dont on faisait des cerceaux.
Noble Pierre des Ours décédé le 20 septembre 1684 à l'âge de 80 ans fut le dernier Seigneur de  Mandajors. Il est enterré dans la chapelle.
Après son décès, le château devint propriété des barons d'Alais, et ne fut plus habité jusqu'à l'arrivée en 1702 d'une garnison royale durant la guerre des religions, dite Guerre des camisards. Après d'importants travaux de rénovation, il abrita les dragons du Roi, afin de « surveiller les religionnaires ». Le 17 novembre 1702, 50 soldats du régiment de Marcilly de la Ville d'Anduze se rendent au château afin de le ravitailler. Le convoi est attaqué par les camisards, et 3 soldats sur les 24 partis en renfort sont tués. Le lendemain 40 dragons divisés en deux détachements se battent contre une centaine de camisards. De nombreux accrochages, batailles se déroulèrent en raison de la présence militaire dans ce château. 
Difficile à ravitailler, isolé dans la montagne cévenole, il sera abandonné par les soldats qui commencèrent sa démolition afin qu'il ne serve pas de refuge aux camisards. Le 9 février 1703, le chef camisard, Rolland y mit le feu.

## Architecture
D'après une mine de plomb du XIIIe siècle appartenant à la Famille Chamsky-Mandajors, le château était composé d'un corps principal flanqué de deux tours. 
Outre la chapelle, il ne reste du château de Mandajors que les ruines des sous-sols taillés dans le rocher, quelques départs de tours et le four à pain.

## Chapelle

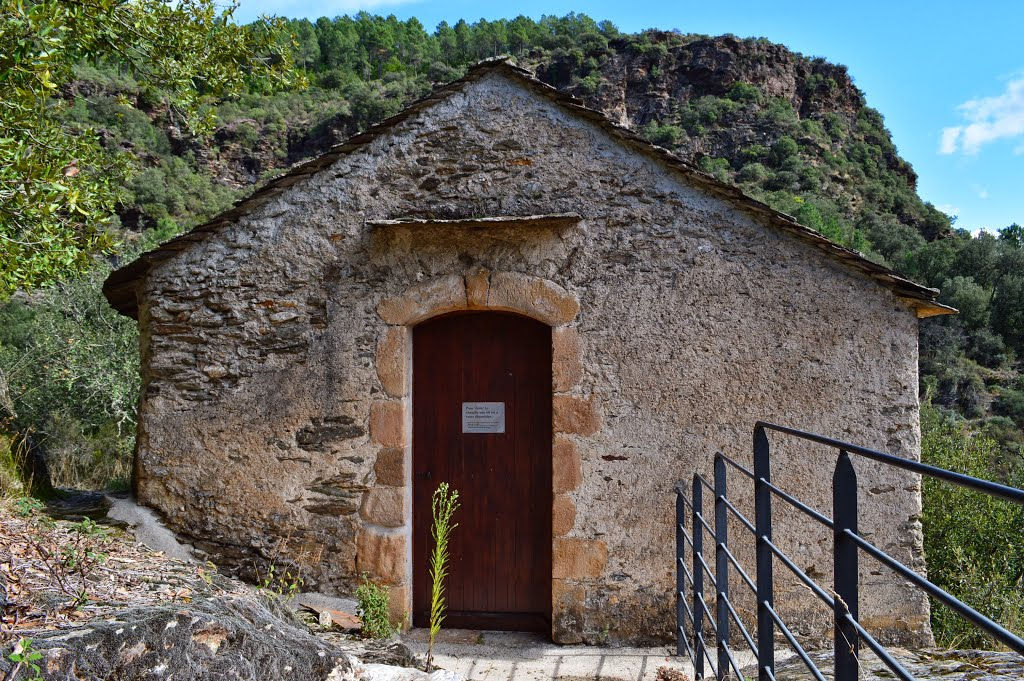
la façade de la chapelle de Mandajors

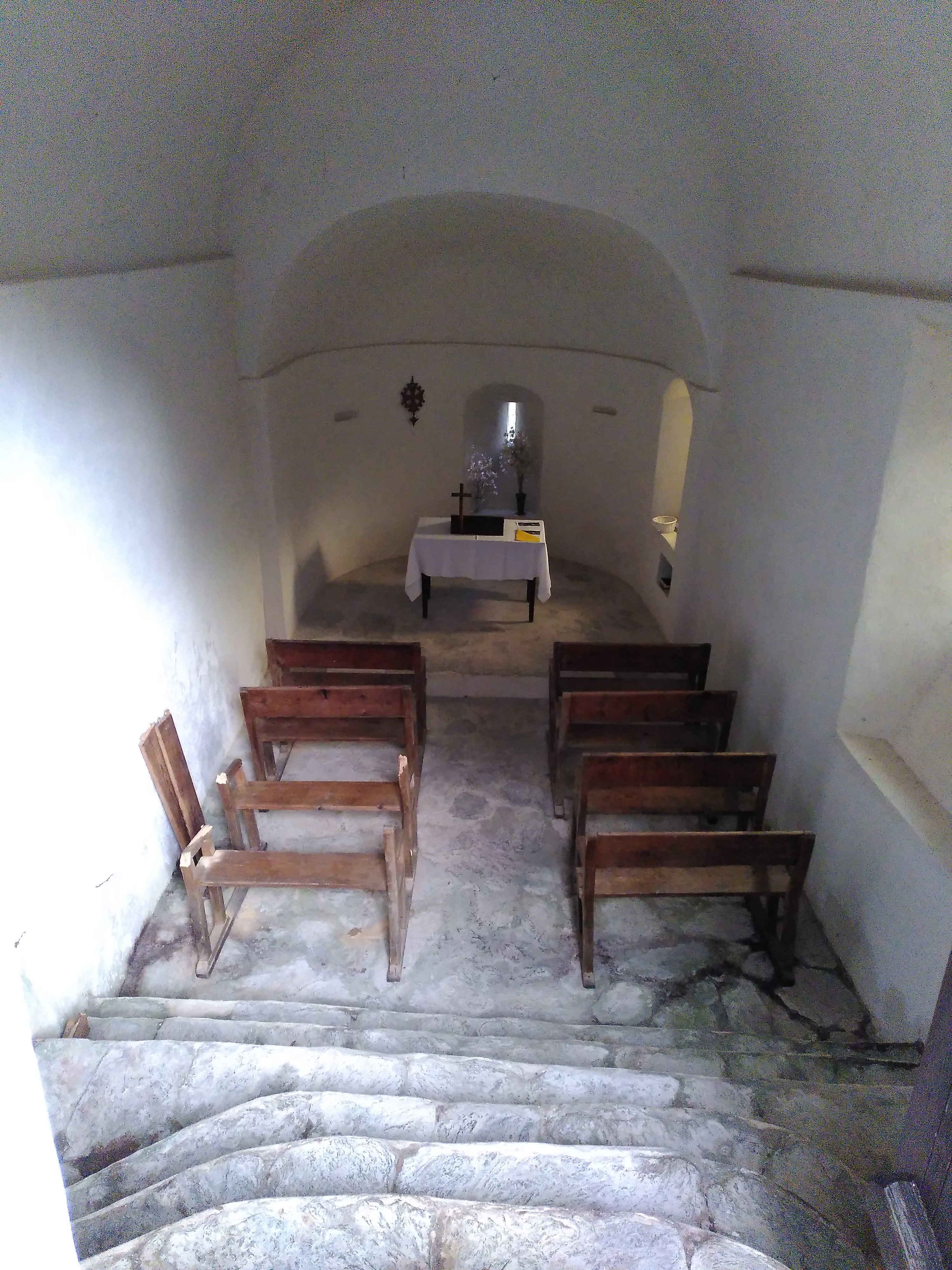
Intérieur de la Chapelle de Mandajors

La chapelle du château de Mandajors est en parfait état, elle sert encore de lieu de culte et serait le plus petit temple protestant de France avec seulement une quinzaine de places.
La toiture en  Lauzes de la chapelle a été restaurée en 1999, l'intérieur, la porte et les vitres en 2006.